# 로렌초 일 베키오
로렌초 디 조반니 데 메디치(이탈리아어: Lorenzo di Giovanni de' Medici,1395년–1440년 9월 23일) 또는 로렌초 일 베키오(Lorenzo il Vecchio)는 피렌체의 메디치 가문 출신 이탈리아 은행가이며, 코시모 데 메디치의 형제이다.

## 역사
로렌초는 조반니 디 비치 데 메디치와 피카르다 부에리의 아들로 태어났다. 그는 카를로 마르수피니에게 교육받았다. 1416년 그는 지네르바 카발칸티와 혼인했다. 이 결혼을 축하하기 위해 프란체스코 바르바로는 수세기 동안 계속해서 출판 된 결혼에 관한 서적인 De Re Uxoria를 썼다. 로렌초와 지네르바는 아들 두 명을 낳았는데, 첫째인 프란체스코(Francesco)는 자식이 없었고, 둘째는 포폴라니(Popolani) 계층의 기원이 되는 피에르프란체스코가 있었다. 지네르바 카발칸티는 조반니 아르놀피니의 아내의 숙모이기도 하다.
로렌초는 페라라, 베로나, 비첸차에서 그의 형인 코시모를 따랐다. 1433년에 그는 형 코시모가 독재 혐의로 체포되자 그를 풀어주기 위해 군대를 소집했었다. 이후 그는 베네치아에서 그와 조우했고 코시모의 복직 후 의기양양하게 함께 피렌체로 돌아왔다.
그 스스로가 은행업 활동에 전념을 다했지만, 로렌초는 피렌체 공화국에서 여러 직위를 맡았으며, 교황 에우제니오 4세와 베네치아 공화국 대사이기도 했다.
로렌초 일 베키오는 그의 직계 후손 코시모 1세 데 메디치를 통해 모든 토스카나 대공들의 조상이기도 하다. 또한 앙리 4세와 혼인한 마리 드 메디시스를 통해 루이 13세부터 프랑스 군주들의 조상이기도 하다.
그는 1440년 카레지의 메디치 빌라에서 사망했고 산 로렌초 성당에 묻혔다.

## 대중 문화에서 등장
젊은 시절의 로렌초를 2016년 드라마 《메디치: 피렌체의 지배자들》에서 스튜어트 마틴이 연기했다.